# Silba malaysia
Silba malaysia är en tvåvingeart som beskrevs av Macgowan 2007. Silba malaysia ingår i släktet Silba och familjen stjärtflugor. Inga underarter finns listade i Catalogue of Life.